# Línguas britônicas
As línguas britónicas (português europeu) ou britônicas (português brasileiro), bretónicas (português europeu) ou bretônicas (português brasileiro) ou celtas britânicas (em galês:  ieithoedd Brythonaidd/Prydeinig; em córnico:  yethow brythonek/predennek ; em bretão:  yezhoù predenek) formam um dos dois ramos da família de línguas celtas insulares; o outro é goidélico. O nome Brythonic foi derivado pelo celticista galês John Rhys da palavra galesa Brython, significando britânicos celtas em oposição a anglo-saxões ou gaels. O nome Brittonic deriva, em última análise, da palavra nativa brittonic (Britânico) designando a ilha ou o seu povo.
As línguas britónicas derivam da língua bretónica comum, falada em toda a Grã-Bretanha ao sul do Firth of Forth durante a Idade do Ferro e o período romano. Além disso, ao norte do Forth, a língua pictórica é considerada relacionada; poderá ter sido uma língua britónica ou uma língua irmã. Nos séculos 5º e 6º britânicos emigrantes levaram o falar britónico para o continente europeu, mais significativamente na Bretanha e Britónia. Durante os séculos seguintes, o idioma começou a  dividir-se em vários dialetos, evoluindo para galês, córnico, bretão e cúmbrico. O galês e o bretão continuam a ser falados como línguas nativas, enquanto um renascimento no córnico levou a um aumento nos falantes dessa língua. O Cumbrico foi extinto, tendo sido substituído pelo Goidélico e inglês . A Ilha de Man e Orkney podem ter falado originalmente uma língua britónica, posteriormente substituída pelo Goidélico. Devido à emigração, há também uma comunidade de falantes de língua britónica em Y Wladfa (o grupo de falantes do galês na Patagónia ).

## Nome
Os nomes "Brittonic" e "Brythonic" são convenções académicas que se referem às línguas celtas da Grã-Bretanha e à língua ancestral de onde se originaram, designada britónica comum, em contraste com as línguas goidelicas originárias da Irlanda. Ambos foram criados no século XIX para evitar a ambiguidade de termos anteriores, como "britânico" e "cítrico". "Brythonic" foi criado em 1879 pelo celticista John Rhys da palavra galesa Brython. "Brittonic", derivado de " Briton " e também anteriormente escrito "Britonic" e "Britonnic", surgiu no final do século XIX. Tornou-se mais proeminente ao longo do século XX, e foi usada no influente trabalho de Kenneth H. Jackson em 1953 sobre o tópico Língua e História no início da Grã-Bretanha . Jackson observou que naquela época "Brythonic" havia se tornado um termo datado, e que "ultimamente, tem havido uma tendência crescente de usar o Brittonic".  Hoje, "Brittonic" substitui "Brythonic" na literatura.  Rudolf Thurneysen usou "Britannic" na influente A Grammar of Old Irish.
O nome "Bretanha" vem do em latim: Britannia~Brittania, via Francês antigo Bretaigne e inglês Breteyne, possivelmente influenciado pelo Old English Bryten(lond) ou do latim Bretanha, em suma, uma adaptação da palavra nativa para a ilha,* Pritanī.
Uma referência inicial escrita às Ilhas Britânicas pode derivar das obras do explorador grego Píteas of Massália; escritores gregos posteriores, como Diodoro Sículo e Estrabão, que citam o uso de variantes por Píteas, como Πρεττανική ( Prettanikē), "The Britannic [terra, ilha]" e nēsoi brettaniai  , "Ilhas Britânicas", sendo Pretani uma palavra celta que pode significar "os pintados" ou "o povo tatuado", referindo-se à decoração do corpo (ver abaixo).

## Evidência
O conhecimento das línguas britónicas vem duma variedade de fontes. Para o idioma inicial, as informações foram obtidas de moedas, inscrições e comentários de escritores clássicos, além de nomes de lugares e nomes pessoais gravados por eles. Para idiomas posteriores, há informações de escritores medievais e falantes nativos modernos, além de nomes de lugares. Os nomes registados no período romano são apresentados em Rivet e Smith.

## Caraterísticas
O ramo britónico é também chamado P-celta porque a reconstrução linguística do reflexo britónico do fonema proto-indo-europeu * kʷ é p em oposição ao Goidélico c . Essa nomenclatura geralmente implica a aceitação da hipótese P-Céltica e Q-Céltica, em vez da hipótese Céltica Insular, porque o termo também inclui certas línguas celtas continentais. (Para uma discussão, consulte Idiomas celtas.)
Outras  caraterístivas principais incluem:
- A retenção das sequências proto-celtas am e an, que resultam das nasais silábicas proto-indo-europeias.
- Céltico /w/ ( u escrito em textos latinos e ou em grego) tornou-se gw- na posição inicial, -w- internamente, enquanto que no gaélico está f- na posição inicial e desaparece internamente:
  - O  proto-celta  * windo "branco, claro" tornaram-se no galês gwyn (masculino), gwen (feminino), cornish gwynn, bretão gwenn. Contrastar o Fionn irlandês "claro".
  - Proto-Céltico * wassos "servo, rapaz" tornou-se gwas em galês, córnico e bretão. Contrastar com o irlandês-médio  foss.

Aspiradas atónicas:
- Plosivas atónicas geminadas transformadas em aspiradas; /pː/ (pp), /kː/ (cc), /tː/ (tt) tornou-se /ɸ/ (mais tarde /f/ ), /x/ (ch / c'h), /θ/ (th / zh) antes de uma vogal ou líquido:
  - * cippus> Bretão kef, Córnico kyf, Galês cyff, "tronco de árvore"
  - * cattos> Bretão kazh, kath Córnico, cath Galês, versus cat "gato" irlandês
  - * bucca> Bretão boc'h, Córnico bogh, Galês boch , "face"
- Pausas atónicas tornam-se aspiradas após líquidos:
  - * artos "urso"> Galês / Córnico arth, Bretão arzh, compare a art irlandesa antiga

Assimilação nasal:
- As pausas tónicas foram assimiladas a uma nasal anterior:
- O Britónico retém nasais originais antes de -t e -k, enquanto que o Goidelico altera -nt para -d e -nk para -g :
  - Keton bretão "cem" vs. Céad irlandês, Breton Ankou (personificação de) Morte, irlandês éag 'die'

## Classificação
A árvore genealógica das línguas Britónicas é a seguinte:
- Ancestrais Britónico comum a:
  - Idiomas bretónicos ocidentais anteriores a:
    - Cúmbrico[10]
    - Galês

  - Línguas do sudoeste da Bretanha anteriores a:
    - Córnico
    - Bretão
    - Devoniano

| Britónico comum     |                     |                       |                       |                     |
| Britónico ocidental | Britónico ocidental | Britónico do sudoeste | Britónico do sudoeste |                     |
| Cúmbrico            | Galês               | Córnico               | Bretão                | Britónico ocidental |

As línguas britónicas em uso hoje são galês, córnico e bretão. Galês e bretão têm sido falados continuamente desde que se formaram. Para todos os fins práticos, a Cornualha desapareceu durante os séculos XVIII ou XIX, mas um movimento de reavivamento criou mais recentemente um pequeno número de novos oradores. Também notáveis são a linguagem extinta Cumbrico e quiçá o pictórico extinto. Um ponto de vista, avançado na década de 1950 e baseado em inscrições aparentemente ininteligíveis de ogham, era que os pictos também poderiam ter usado um idioma não indo-europeu. Essa visão, embora atraia amplo apelo popular, praticamente não tem seguidores nos estudos linguísticos contemporâneos.

## História e origens

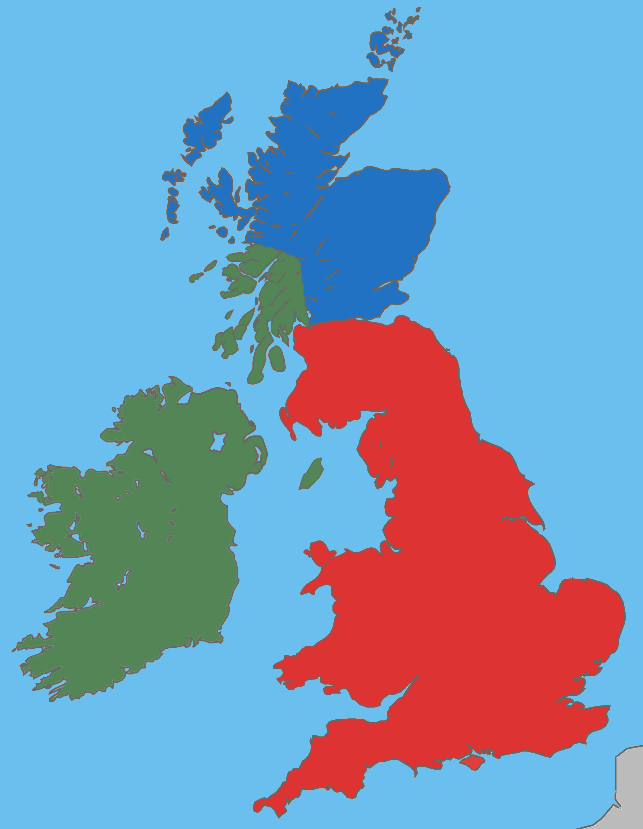
Grã-Bretanha e Irlanda no início e meados do primeiro milénio dC, antes da fundação dos reinos anglo-saxónicos.
áreas britónicas.

As línguas bretónicas faladas no que é hoje a Escócia, a Ilha de Man e o que é agora a Inglaterra começaram a ser deslocadas no século V através de populações de gaels e povos germânicos de língua irlandesa.
A expansão das línguas descendentes do britónico provavelmente foi completo em toda a Grã-Bretanha, exceto na Cornualha e no País de Gales e nos condados ingleses que fazem fronteira com essas áreas, como Devon, no século XI.
No Herefordshire ocidental continuou a falar-se galês até ao final do século XIX, e grupos isolados de Shropshire falam galês ainda hoje.
As mudanças sonoras consonantais regulares de proto-celta para galês, córnico e bretão estão resumidas na tabela a seguir.
Onde os grafemas têm um valor diferente dos símbolos IPA correspondentes, o equivalente IPA é indicado entre barras. V representa uma vogal; C representa uma consoante:
| Proto-Celtic | Late Brittonic   | Welsh    | Cornish  | Breton            |
| ------------ | ---------------- | -------- | -------- | ----------------- |
| *b-          | *b-              | b        | b        | b                 |
| *-bb-        | *-b-             | b        | b        | b                 |
| *-VbV-       | *-VβV- > -VvV-   | f /v/    | v        | v                 |
| *d-          | *d-              | d        | d        | d                 |
| *-dd-        | *-d-             | d        | d        | d                 |
| *-VdV-       | *-VðV-           | dd /ð/   | dh /ð/   | z /z/ or lost     |
| *g-          | *g-              | g        | g        | g                 |
| *-gg-        | *-g-             | g        | g        | g                 |
| *-VgV-       | *-VɣV- > -VjV-   | (lost)   | (lost)   | (lost)            |
| *ɸ-          | (lost)           | (lost)   | (lost)   | (lost)            |
| *-ɸ-         | (lost)           | (lost)   | (lost)   | (lost)            |
| *-xt-        | *-xθ- > -(i)θ    | th /θ/   | th /θ/   | zh /z/ or /h/     |
| *j-          | *i-              | i        | i        | i                 |
| *-j          | *-ð              | -dd /ð/  | -dh /ð/  | -z /z/ or lost    |
| *k-          | *k-              | c /k/    | k        | k                 |
| *-kk-        | *-x-             | ch /x/   | gh /h/   | c'h /x/ or /h/    |
| *-VkV-       | *-g-             | g        | g        | g                 |
| *kʷ-         | *p-              | p        | p        | p                 |
| *-kʷ-        | *-b-             | b        | b        | b                 |
| *l-          | *l-              | ll /ɬ/   | l        | l                 |
| *-ll-        | *-l-             | l        | l        | l                 |
| *-VlV-       | *-l-             | l        | l        | l                 |
| *m-          | *m-              | m        | m        | m                 |
| *-mb-        | *-mm-            | m        | m        | m                 |
| *-Cm-        | *-m-             | m        | m        | m                 |
| *-m-         | *-β̃-             | f /v/, w | v        | ñv /-̃v/           |
| *n-          | *n-              | n        | n        | n                 |
| *-n-         | *-n-             | n        | n        | n                 |
| *-nd-        | *-nn-            | n, nn    | n, nn    | n, nn             |
| *-nt-        | *-nt-            | nt, nh   | nt       | nt                |
| *-pp-        | *-ɸ- > -f-       | ff       | f        | f                 |
| *r-          | *r-              | rh /r̥/   | r        | r                 |
| *sr-         | *fr-             | ffr /fr/ | fr       | fr                |
| *-r-         | *-r-             | r        | r        | r                 |
| *s-          | *h-, s           | h, s     | h, s     | h or lost, s      |
| *-s-         | *-s-             | s        | s        | s                 |
| *sl-         | *l-              | ll /ɬ/   | l        | l                 |
| *sm-         | *m-              | m        | m        | m                 |
| *sn-         | *n-              | n        | n        | n                 |
| *sɸ-         | *f-              | ff /f/   | f        | f                 |
| *sw-         | *hw-             | chw /xw/ | hw /ʍ/   | c'ho /xw/         |
| *t           | *t               | t        | t        | t                 |
| *-t-         | *-d-             | d        | d        | d                 |
| *-tt-        | *-θ-             | th /θ/   | th /θ/   | zh /z/ or /h/     |
| *w-          | *ˠw- > ɣw- > gw- | gw       | gw       | gw                |
| *-VwV-       | *-w-             | w        | w        | w                 |
| *-V          | *-Vh             | Vch /Vx/ | Vgh /Vh/ | Vc'h /Vx/ or /Vh/ |

## Vestígios na Inglaterra, Escócia e Irlanda

### Nomes de lugares e nomes de rios
O principal legado deixado nos territórios onde as línguas britónicas existiram é o de topónimos (nomes de lugares) e hidrónimos (nomes de rios). Existem muitos nomes de locais britónicos nas terras baixas da Escócia e partes da Inglaterra, inicialmente habitados por falantes britónicos (nomes britónicos, além dos das antigas cidades romano-britânicas, são escassos na maior parte da Inglaterra). Os nomes derivados (às vezes indiretamente) do Britónico incluem Londres, Penicuik, Perth, Aberdeen, York, Dorchester, Dover e Colchester . Elementos Britónicos encontrados na Inglaterra incluem bre- e bal- por colinas, enquanto alguns, como combe ou coomb (e) para um pequeno vale profundo e tor para uma colina são exemplos de termos britónicos emprestados pelo Inglês. Outros refletem a presença dos britânicos, como Dumbarton - do gaélico escocês Dùn Breatainn que significa "Forte dos britânicos", ou Walton ou seja, um tun ou liquidação, onde os Wealh "britânicos" ainda vivia.

### Britonicismos no inglês
Alguns, incluindo JRR Tolkien, argumentaram que o Celta atuou como um substrato do inglês no léxico e na sintaxe. É geralmente aceite que os efeitos linguísticos no inglês eram lexicamente limitados, além dos topónimos, consistindo de algumas palavras domésticas, que podem incluir burburinho, pai, turfa, balde, barro, bolinho de carne (cf. Br. krampouz ), noggin, gob (cf. Gaélico gob ), recanto; e o termo dialetal para um texugo, ou seja, brock (cf. Welsh Broch, C. brogh e Gaelic Broc ). Outro legado pode ser o sistema de contagem de ovelhas Yan Tan Tethera, no oeste, nas áreas tradicionalmente celtas da Inglaterra, como a Cumbria. Várias palavras de mineração na Cornualha ainda são usadas na terminologia de mineração no idioma inglês, como costean, gunnies e vug.
Aqueles que argumentam contra a teoria de um substrato bretónico e de forte influência apontam que muitos topónimos não têm continuação semântica da língua bretónica. Um exemplo notável é a Avon, que vem do termo celta para abona rio ou o termo Galês para rio, afon, mas foi usado pelo Inglês como um nome pessoal. Da mesma forma, o rio Ouse, Yorkshire, contém a palavra usa, que significa apenas 'água' e o nome do rio Trent advém da palavra galesa para invasor (um rio que transborda).

### Influência britónica nas línguas goidélicas
Muito mais visíveis mas menos conhecidas, são as influências bretónicas no gaélico escocês, embora o gaélico escocês e irlandês, com uma ampla gama de construções periféricas com base em preposições, sugira que essas construções descendem da herança celta comum. O gaélico escocês contém vários préstimos P-celtas, mas como há uma sobreposição muito maior em termos de vocabulário celta do que com o inglês, nem sempre é possível separar as palavras P e Q-celtas. No entanto, algumas palavras comuns como monadh = galês mynydd, Cúmbrico * monidh são particularmente evidentes.
Frequentemente, a influência britónica no gaélico escocês é indicada considerando o uso do idioma irlandês, que provavelmente não foi tão influenciado pelo britónico. Em particular, a palavra srath (anglicizada como "Strath") é uma palavra nativa Goidélica, mas o uso parece ter sido modificado pelo britónico ystrad, cujo significado é ligeiramente diferente. A influência no irlandês foi o empréstimo britânico de muitas palavras derivadas do latim. Isso tem sido associado à cristianização da Irlanda da Grã-Bretanha.